# Николини, Марио
Марио Николини (итал. Mario Nicolini (1912), 25 июня 1912, Сассуоло, Италия — 3 марта 1996, Пиза, Италия) — итальянский футболист, игравший на позициях полузащитника и нападающего. Прежде всего известный по выступлениям за клубы «Модена», «Катания» и «Ливорно».

## Биография
Во взрослом футболе дебютировал в 1929 году выступлениями за команду клуба «Модена», в котором провёл три сезона, приняв участие в 21 матче чемпионата и забил 1 гол.
Своей игрой за эту команду привлёк внимание представителей тренерского штаба клуба «Катания», к составу которого присоединился в 1933 году. Сыграл за сицилийский клуб следующие два сезона своей игровой карьеры. В составе «Катании» был одним из главных бомбардиров команды, имея среднюю результативность на уровне 0,34 гола за игру первенства.
В 1935 году присоединился к «Ливорно», в составе которого провёл следующие два года своей карьеры.
В течение 1937—1940 годов защищал цвета команды клуба «Пиза».
Завершил профессиональную игровую карьеру в нижнелиговом клубе «Понтедера», за команду которого выступал на протяжении 1940—1941 годов.
В 1936 году был включен в состав сборной Италии для участия в Олимпийских играх 1936 года. На турнире, который проходил в Берлине, итальянцы завоевали титул олимпийских чемпионов, однако Николини на поле не выходил. В дальнейшем не провёл ни одной официальной игры за сборную.
Умер 3 марта 1996 года на 84-м году жизни в городе Пиза.